# Byron Cowart
Byron Cowart (Seffner, 20 maggio 1996) è un giocatore di football americano statunitense che milita nel ruolo di defensive tackle per i Chicago Bears della National Football League (NFL).

## Carriera

### New England Patriots
Cowart fu scelto nel corso del quinto giro (159º assoluto) del Draft NFL 2019 dai New England Patriots. Debuttò come professionista subentrando nella gara del secondo turno contro i Miami Dolphins mettendo a segno un tackle. La sua prima stagione si chiuse con 2 tackle in 5 presenze, nessuna delle quali come titolare.

### Indianapolis Colts
Il 23 luglio 2022 Cowart firmò con gli Indianapolis Colts.